# Djadjusjkina kvartira
Djadjusjkina kvartira (ryska: Дядюшкина квартира, fritt översatt Onkels lägenhet) är en rysk komedifilm från 1913, regisserad av Pjotr Tjardynin.

## Rollista
- Ivan Mozzjuchin – Koko
- V. Niglov – Sucharev, Kokos onkel
- Andrej Gromov – Violetov, poet
- Lidija Tridenskaja – Zefirova, en gammal piga
- Dolinina – Lilet
- Aleksandr Cherubimov – jordägare Stepnjakov [5]